# Oppervlak (topologie)

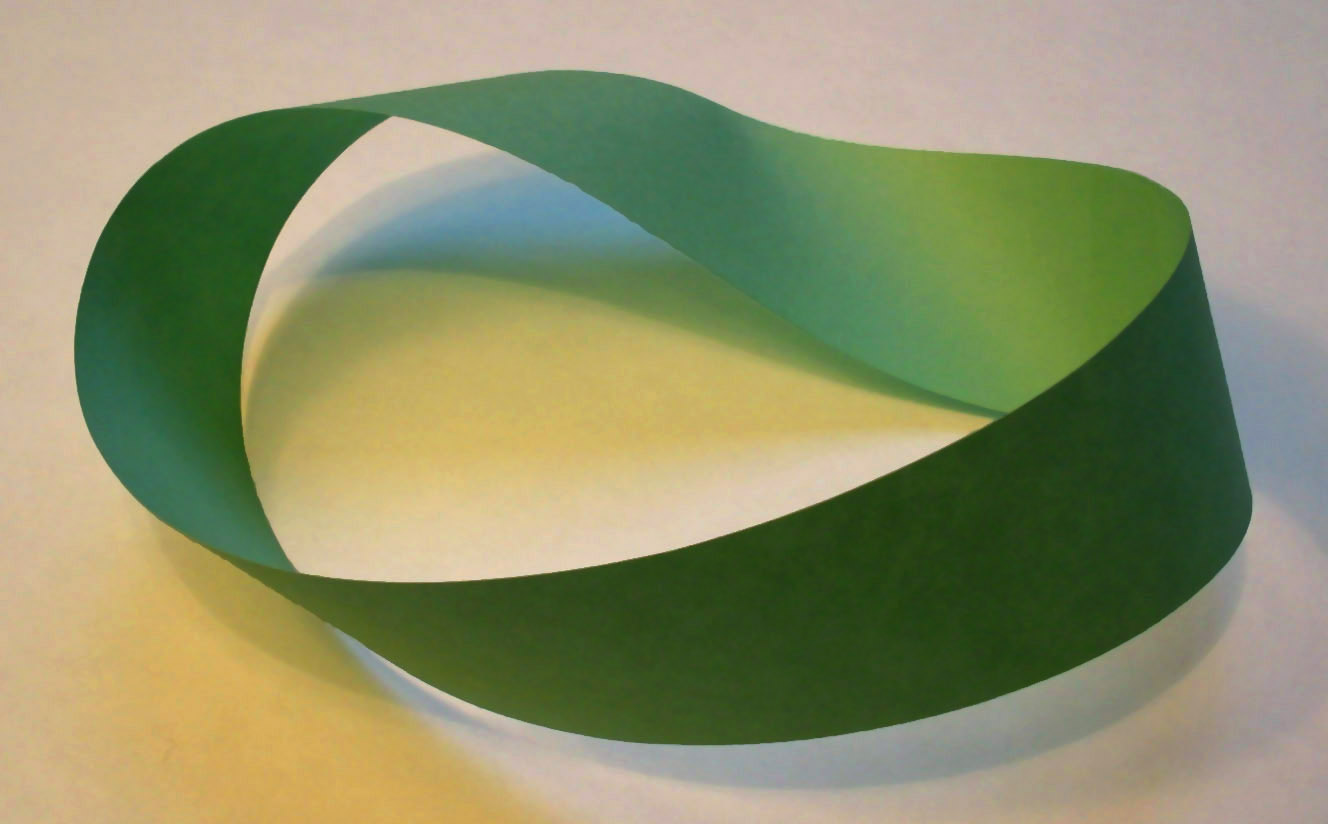
De Möbiusband: een glad, niet-oriënteerbaar oppervlak

In de topologie, een deelgebied van de wiskunde, is een oppervlak een tweedimensionale topologische variëteit. De bekendste voorbeelden van oppervlakken zijn de begrenzingen van vaste lichamen in de gewone driedimensionale euclidische ruimte {\displaystyle \mathbb {R} ^{3}.} Aan de andere kant bestaan er oppervlakken die niet kunnen worden ingebed in de driedimensionale euclidische ruimte zonder singulariteiten te introduceren of zonder dat deze oppervlakken zichzelf kruisen - dat zijn de niet-oriënteerbare oppervlakken. Op oriënteerbare oppervlakken kan men twee kanten aanwijzen, bijvoorbeeld de binnen- en buitenkant van een bal. Bij niet-oriënteerbare oppervlakken is dat niet mogelijk, een voorbeeld van een niet-oriënteerbare oppervlak is de möbiusband.
Dat een oppervlak "tweedimensionaal" is, wil zeggen dat rondom elk punt van het oppervlak een omgeving bestaat waarop een tweedimensionaal coördinatensysteem kan worden gedefinieerd. Het oppervlak van de aarde is bijvoorbeeld (idealiter) een tweedimensionale sfeer, waar de breedte- en lengtegraad de coördinaten zijn - behalve op de polen en de internationale datumgrens, waar de lengtegraad niet gedefinieerd is. Dit voorbeeld illustreert dat een enkel coördinatensysteem niet voor alle oppervlakken volstaat. In het algemeen zijn er meerdere coördinatensystemen nodig om een oppervlak te overdekken.
Oppervlakken zijn onderwerp van studie in de natuurkunde, de techniek, computergraphics en vele andere disciplines, vooral wanneer zij de oppervlakken van fysieke objecten weergeven. In het analyseren van de aerodynamische eigenschappen van een vliegtuig is het centrale object van studie bijvoorbeeld de luchtstroom die langs het oppervlak van (de vleugel van) het vliegtuig loopt.
Op een glad vlak is overal eenduidig een normaalvector te definiëren. Een veelvlak is vanwege de knikken geen glad vlak. Een bijzonder geval van een glad vlak is een plat vlak; de normaalvector heeft daar overal dezelfde richting.

## Verbonden sommen
De verbonden som van twee oppervlakken {\displaystyle M} en {\displaystyle N,} aangeduid door {\displaystyle M\#N,} wordt verkregen door uit elk oppervlak een schijf te verwijderen en deze oppervlakken vervolgens langs de resulterende begrenzing aan elkaar te lijmen. De begrenzing van een schijf is een cirkel, zodat de begrenzende componenten hier cirkels zijn. De euler-karakteristiek {\displaystyle \chi } van de verbonden som {\displaystyle M\#N} is de som van de euler-karakteristieken van de summandi verminderd met twee:
{\displaystyle \chi (M\#N)=\chi (M)+\chi (N)-2.}
De sfeer {\displaystyle S} is een identiteitselement voor de verbonden som, wat inhoudt dat {\displaystyle S\#M=M.} Dit is zo, omdat het verwijderen van een schijf uit de sfeer een schijf achterlaat, die de uit {\displaystyle M} verwijderde schijf "upon" lijmen eenvoudig vervangt.
Het uitvoeren van verbonden sommen met de torus {\displaystyle T} wordt ook wel beschreven als het aanbrengen van een "handvat" op de andere summand {\displaystyle M} Als {\displaystyle M} oriënteerbaar is, dan is {\displaystyle T\#M=M.} dit ook. De verbonden som is associatief, zodat de verbonden som van een eindig aantal oppervlakken "goed gedefinieerd" is.
De verbonden som van twee reële projectieve vlakken is de Klein-fles. De verbonden som van het reële projectieve vlak en de Klein-fles is homeomorf met de verbonden som van het reële projectieve vlak met de torus. De verbonden som van drie reële projectieve vlakken is dus homeomorf met de verbonden som van het reële projectieve vlak met de torus. Elke verbonden som, waar een reëel projectief deel van uitmaakt, is niet-oriënteerbaar.

## Classificatie van gesloten oppervlakken
De classificatiestelling van gesloten oppervlakken stelt dat elk gesloten oppervlak homeomorf is met een bepaald lid van een van drie onderstaande families:
1. De sfeer;
2. De verbonden som van {\displaystyle g} torussen, voor {\displaystyle g\geq 1;}
3. De verbonden som van {\displaystyle k} reële projectieve vlakken, voor {\displaystyle k\geq 1.}

De oppervlakken in de eerste twee families zijn oriënteerbaar. Het is handig om de twee families te combineren door een sfeer op te vatten als de verbonden som van 0 torussen. Het aantal {\displaystyle g} betrokken torussen noemt men het genus van het oppervlak. Aangezien de sfeer en de torus een euler-karakteristiek van respectievelijk 2 en 0 hebben, volgt hieruit dat de euler-karakteristiek van de verbonden som van {\displaystyle g} torussen gelijk is aan {\displaystyle 2-2g.}
De oppervlakken in de derde familie zijn niet-oriënteerbaar. Aangezien de euler-karakteristiek van het reële projectieve vlak gelijk is aan 1, is de euler-karakteristiek van de verbonden som van {\displaystyle k} oppervlakken gelijk aan {\displaystyle 2-k.}
Hieruit volgt dat een gesloten oppervlak, "up to" homeomorfisme, wordt bepaald door twee "stukjes" informatie: haar euler-karakteristiek en of het oppervlak oriënteerbaar is of niet. Met andere woorden de euler-karakteristiek en de oriënteerbaarheid geven een volledige classificatie van gesloten oppervlakken "up to" homeomorfisme.
Deze classificatie in relatie brengend met de verbonden som, vormen de gesloten oppervlakken "up to" homeomorfisme een monoïde met betrekking tot de verbonden som. De identiteit is de sfeer. Het reële projectieve vlak en de torus genereren deze monoïde. In aanvulling hierop is er een relatie {\displaystyle P\#P\#P=p\#T} - meetkundig, verbonden som met een torus ({\displaystyle \#T}) voegt een handvat toe met beide uiteinden vastgemaakt aan dezelfde zijde van het oppervlak, terwijl de verbonden som met een Klein-fles ({\displaystyle \#K=\#P\#P}) een handvat met de twee uiteinden vastgemaakt aan weerszijden van het oppervlak, in de aanwezigheid van een projectief vlak, is het oppervlak niet oriënteerbaar (er is geen notie van een zijde), dus er is geen verschil tussen het vastmaken van een torus en het vastmaken van een Klein-fles, wat de relatie verklaart.
Er bestaan een aantal bewijzen van deze classificatie; het meest gebruikelijke bewijs steunt op het moeilijke resultaat dat elke compacte 2-variëteit homeomorf is aan een simpliciaal complex.

## Oppervlakken in de meetkunde
Veelvlakken, zoals de begrenzing van een kubus, behoren tot de eerste oppervlakken die men in de meetkunde tegenkomt. Het is ook mogelijk om gladde oppervlakken te definiëren, waarin elk punt een omgeving heeft, die diffeomorf is aan enige open verzameling in {\displaystyle \mathrm {E} ^{2}.} Deze uitwerking laat toe dat analyse kan worden toegepast op oppervlakken en dat zo veel resultaten bewezen kunnen worden.
Twee gladde oppervlakken zijn dan en slechts dan diffeomorf als zij homeomorf zijn. (Het analoge resultaat is niet van toepassing op hoger-dimensionale variëteiten). Gesloten oppervlakken zijn dus door hun euler-karakteristiek en oriënteerbaarheid geclassificeerd "up to" diffeomorfisme.
Gladde oppervlakken uitgerust met Riemann-metrieken zijn van fundamenteel belang in de differentiaalmeetkunde. Een Riemann-metriek rust een oppervlak uit met een geodetische notie en een begrip van afstanden, hoeken en oppervlakten. De Riemann-metriek geeft ook aanleiding tot Gaussiaanse kromming, die beschrijft hoe gekromd of gebogen het oppervlak op elk punt is. kromming is een rigide, meetkunde eigenschap, in de zijn dat kromming niet wordt bewaard door algemene diffeomorfismen van het oppervlak. De beroemde stelling van Gauss-Bonnet voor gesloten oppervlakken stelt echter dat de integraal van de Gaussiaanse kromming {\displaystyle K} over het gehele oppervlak {\displaystyle S} wordt bepaald door de euler-karakteristiek:
{\displaystyle \int _{S}K\;\mathrm {d} A=2\pi \chi (S).}
Dit resultaat illustreert de diepe relatie tussen de meetkunde en topologie van oppervlakken (en, in mindere mate, hoger-dimensionale variëteiten).
Een andere manier, waarop oppervlakken in de meetkunde ontstaan is door over te gaan naar het complexe domein. Een complexe 1-variëteit is een glad georiënteerd oppervlak, ook wel een Riemann-oppervlak genoemd. Elke complexe niet-singuliere algebraïsche kromme, die gezien wordt als een reële variëteit, is een Riemann-oppervlak.
Elk gesloten oriënteerbaar oppervlak laat een complexe structuur toe. Complexe structuren op een gesloten georiënteerd oppervlak komen overeen met hoekgetrouwe equivalentieklassen van een Riemaniaanse-metriek op het oppervlak. Een versie van de uniformeringsstelling (door Poincaré) stelt dat elke Riemanniaanse metriek op een oriënteerbare, gesloten oppervlak hoekgetrouw gelijkwaardig is aan een in wezen unieke metriek van constante kromming. Dit biedt een uitgangspunt voor een van de benaderingen van de Teichmüller-theorie, die in een fijnmazigere classificatie van Riemann-oppervlakken voorziet als alleen de topologische classificatie door euler-karakteristieken.
Een complex oppervlak is een complexe 2-variëteit en dus een reële 4-variëteit; in de zin van dit artikel is een complex oppervlak geen oppervlak. Noch zijn er algebraïsche krommen of algebraïsche oppervlakken over velden gedefinieerd anders dan de complexe getallen.